# Neil Christie
Neil Christie est un archéologue et historien britannique, spécialiste du Haut Moyen Âge européen. Il est professeur d'archéologie à l'université de Leicester.

## Formation et carrière
Neil Christie étudie l'archéologie à l'université de Newcastle upon Tyne. Après avoir obtenu son doctorat, il obtient une bourse pour aller à la British School de Rome, et est ensuite employé là-bas pour préparer le rapport de fouilles sur Santa Cornelia. Il est également Sir James Knott Fellowe à Newcastle et chercheur postdoctoral de la British Academy à l'Institut d'archéologie d'Oxford. Il rejoint Leicester en 1992 et est ensuite nommé professeur. Il occupe également un poste de professeur à la British School de Rome.

## Activité éditoriale
Neil Christie est le rédacteur des critiques pour la revue Medieval Archaeology. Il est membre fondateur du Medieval Settlement Research Group en 1987 et en est le secrétaire et rédacteur en chef de la revue.

## Publications
- War and Warfare in Late Antiquity: Current Perspectives (Archéologie de l'Antiquité tardive, volumes 8.1, 8.2). (édité, avec Alexander Sarantis). Brill, Leyde, 2013.
- Vrbes Extinctae. Archaeologies of Abandoned Classical Towns  (éd. N. Christie et A. Augenti), Ashgate, Farnham, 2012.
- Medieval Rural Settlement. Britain and Ireland, AD 800-1600, édité par N. Christie et P. Stamper. Éditions Oxbow/Windgather Press, Oxford, 2011.
- The Fall of the Western Roman Empire. An Archaeological and Historical Perspective. Bloomsbury Academic, Londres, 2010.
- From Constantine to Charlemagne: An Archaeology of Italy, AD 300–850, Ashgate, Aldershot, 2006. Livre NC Italie
- Landscapes of Change. Rural Evolutions in Late Antiquity and the Early Middle Ages, (éd. N Christie), Ashgate, Aldershot, 2004.
- Ethnography and Archaeology in Upland Mediterranean Spain. Manolo's World: Peopling the Recent Past in the Serra de L'Altmirant, 1994–98, , (édité avec P. Beavitt, J. Gisbert Santonja, J., Segui, V Gil Senis), Leicester Archaeology Monograph, 12, Leicester, 2004.
- Towns and Their Territories between Late Antiquity and the Early Middle Ages, (The Transformation of the Roman World,, tome 9), (dir. GP Brogiolo, N. Gauthier et N. Christie), ESF/Brill, Leyde, 2000.
- Towns in Transition: From Late Antiquity to the Middle Ages, (éd. N Christie et S. Loseby), Scolar Press, Aldershot, 1996.
- The Lombards. The Ancient Langobards, Basil Blackwell, Oxford, 1995.
- Settlement and Economy in Italy, 1500 BC - AD 1500: Papers of the Fifth Conference of Italian Archaeology, (éd. N. Christie), Oxbow Monograph 41, Oxford, 1995.
- Three South Etrurian Churches: Santa Cornelia, Santa Rufina and San Liberato, (éd. N. Christie), Archaeological Monographs of the British School at Rome, Volume 4, Londres, 1991.